# Zwartkapstormvogel
De zwartkapstormvogel (Pterodroma hasitata) is een vogel uit de familie van de stormvogels en pijlstormvogels (Procellariidae). Het is een bedreigde zeevogelsoort uit het Caraïbisch gebied.

## Kenmerken
De vogel is 40 cm lang. Het is een middelgrote stormvogel met relatief lange vleugels. De vogel heeft een donkerbruine kopkap die doorloopt tot voorbij het oog en ook doorloopt over de kruin en daar een kraag vormt. Van boven is de vogel bruingrijs met een witte stuit en bovenstaartveren. De borst en buik zijn overwegend wit. De ondervleugel is donker met een brede witte band. De snavel is zwart en de poten zijn roze.

## Verspreiding en leefgebied
Deze soort komt voor van Cuba en Hispaniola tot Martinique. De vogel broedt op grote hoogte (meer dan 1500 m boven zeeniveau) in holen op beboste hellingen. Buiten de broedtijd verblijft de vogel op volle zee in het hele Caraïbische gebied en foerageert daar op pijlinktvis, kreeftachtigen en zeewier (Sargassum).

## Status
De zwartkapstormvogel heeft een bedreigd broedgebied en daardoor is de kans op uitsterven aanwezig. De grootte van de populatie werd in 2016 door BirdLife International geschat op 1000 tot 2000 volwassen individuen en de populatie-aantallen nemen af door habitatverlies. Het broedgebied wordt aangetast door ontbossing waarbij natuurlijk bos wordt omgezet in gebied voor agrarisch gebruik. Verder is er predatie op eieren en jongen door invasieve zoogdieren. Om deze redenen staat deze soort als bedreigd op de Rode Lijst van de IUCN.

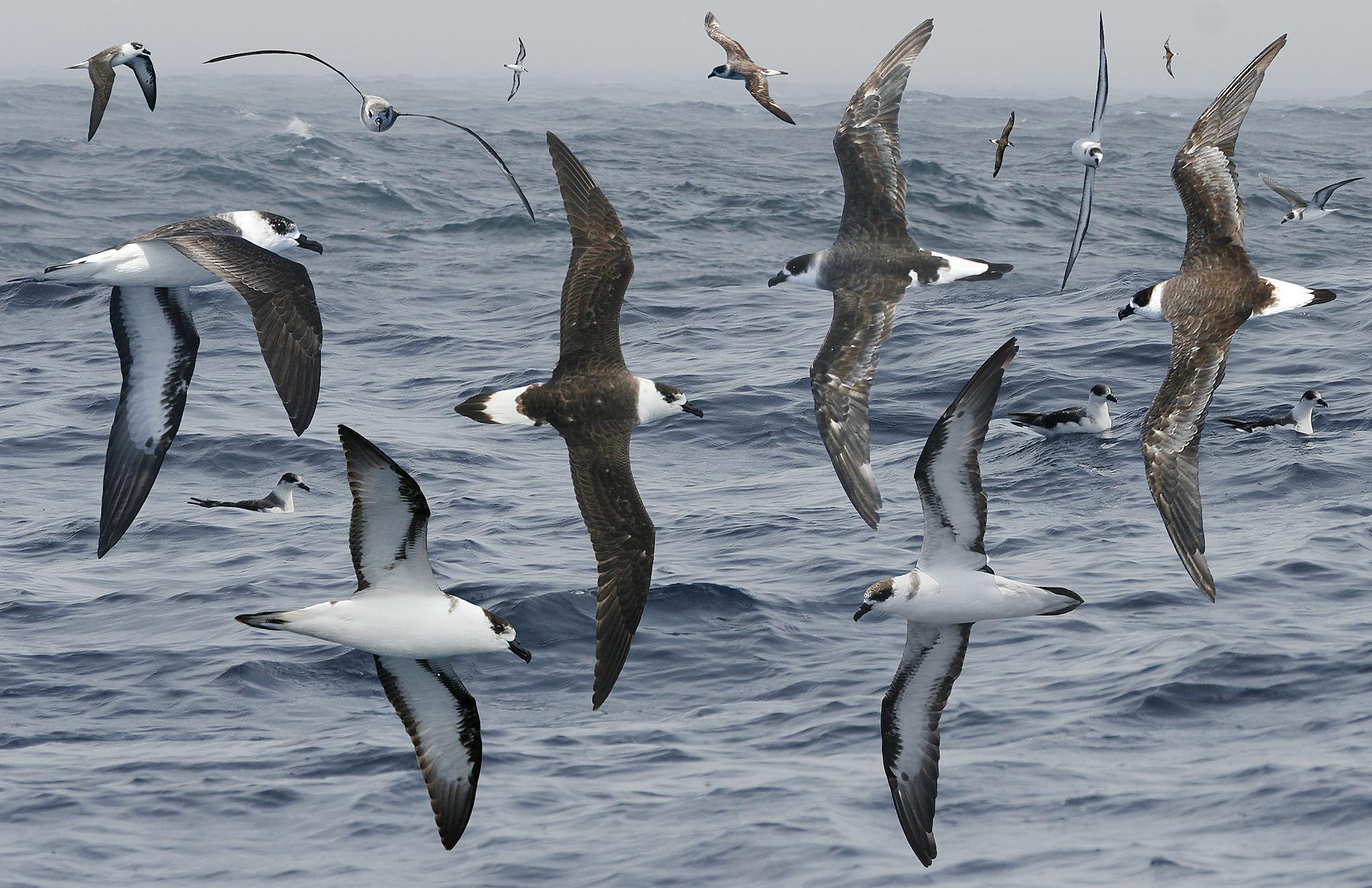